# Embiotocidae

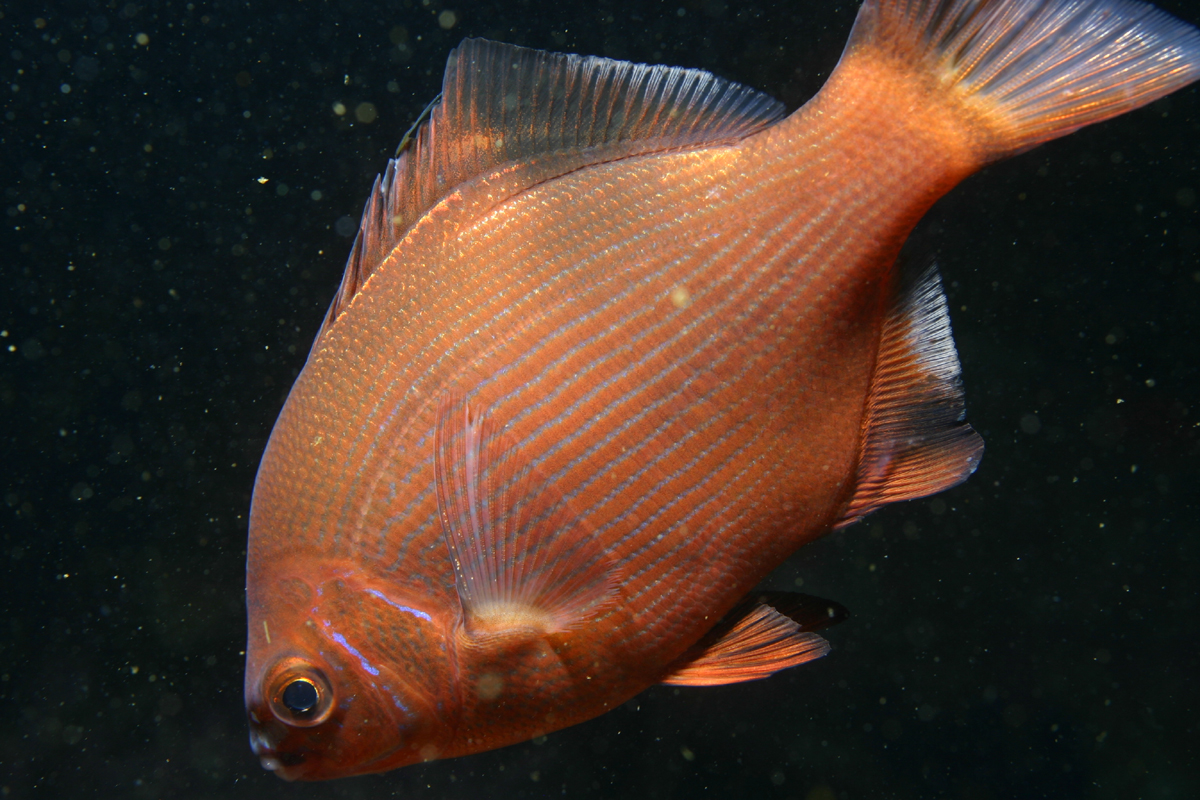
Embiotoca lateralis

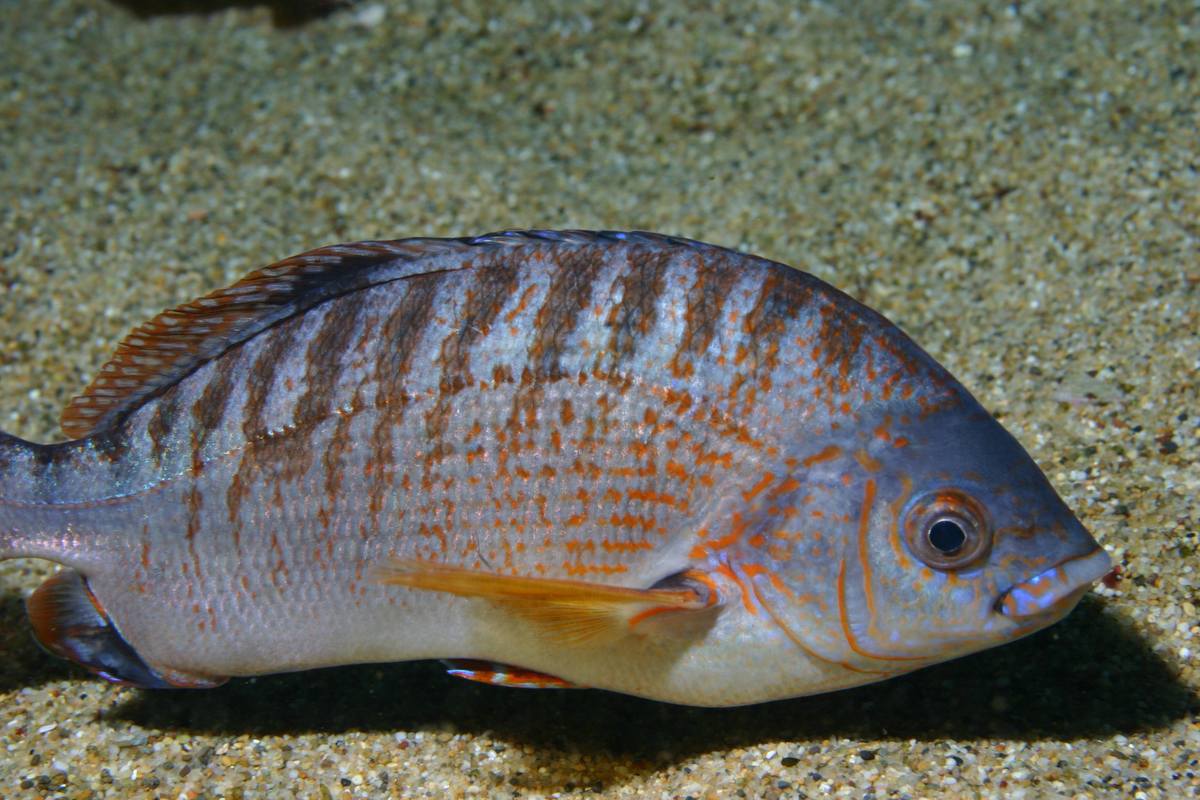
Hypsurus caryi

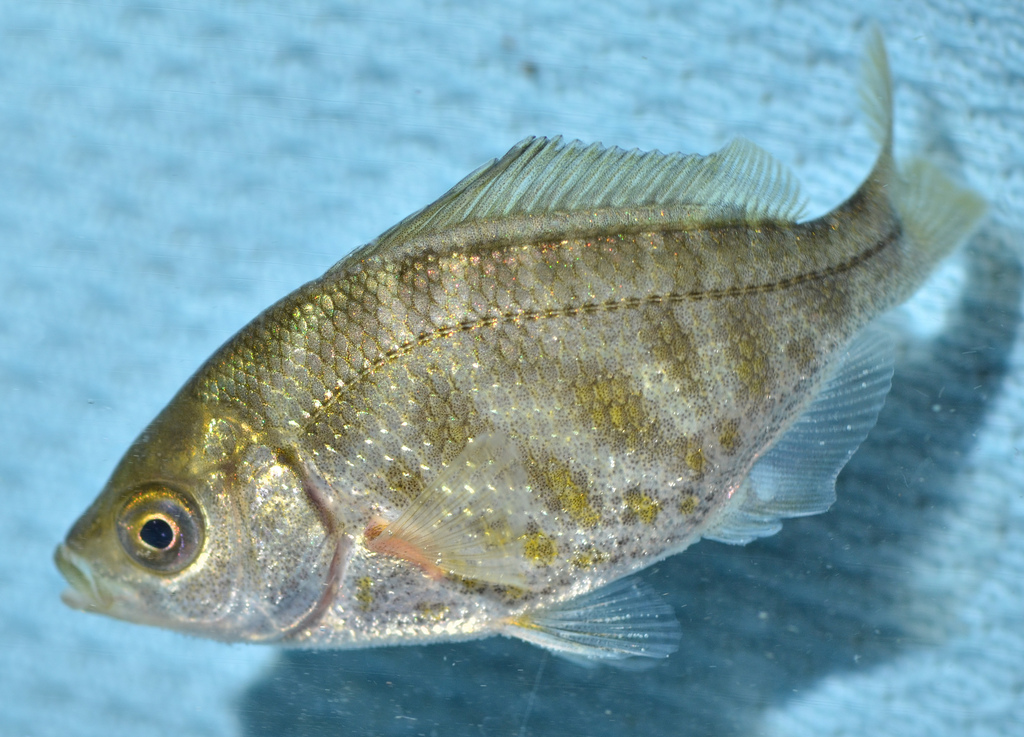
Hysterocarpus traskii

Gli Embiotocidae sono una famiglia di pesci ossei marini e d'acqua dolce dell'ordine Perciformes.

## Distribuzione e habitat
Questa famiglia è endemica del nord dell'oceano Pacifico.
In gran parte sono pesci marini costieri, poche specie (come Hysterocarpus traskii) vivono solo in acqua dolce.

## Descrizione
Questi pesci hanno di solito corpo alto e compresso, bocca piuttosto piccola e muso appuntito. La pinna dorsale è unica composta da una parte anteriore spinosa e una posteriore a raggi molli. La pinna raggiunge l'altezza maggiore a metà della lunghezza. La pinna caudale è forcuta.
La taglia media è di qualche decina di centimetri, la massima è raggiunta da Rhacochilus toxotes e si aggira attorno ai 45 cm.

## Biologia

### Riproduzione
Questi pesci sono vivipari, la fecondazione interna avviene per mezzo della pinna anale modificata del maschio.

## Pesca
Alcune specie sono oggetto di pesca professionale e soprattutto di pesca sportiva.

## Specie
- Genere Amphistichus
  - Amphistichus argenteus
  - Amphistichus koelzi
  - Amphistichus rhodoterus
- Genere Brachyistius
  - Brachyistius aletes
  - Brachyistius frenatus
- Genere Cymatogaster
  - Cymatogaster aggregata
- Genere Ditrema
  - Ditrema jordani
  - Ditrema temminckii
    - Ditrema temminckii pacificum
    - Ditrema temminckii temminckii

  - Ditrema viride
- Genere Embiotoca
  - Embiotoca jacksoni
  - Embiotoca lateralis
- Genere Hyperprosopon
  - Hyperprosopon anale
  - Hyperprosopon argenteum
  - Hyperprosopon ellipticum
- Genere Hypsurus
  - Hypsurus caryi
- Genere Hysterocarpus
  - Hysterocarpus traskii
    - Hysterocarpus traskii pomo
    - Hysterocarpus traskii traskii
- Genere Micrometrus
  - Micrometrus aurora
  - Micrometrus minimus
- Genere Neoditrema
  - Neoditrema ransonnetii
- Genere Phanerodon
  - Phanerodon atripes
  - Phanerodon furcatus
- Genere Rhacochilus
  - Rhacochilus toxotes
  - Rhacochilus vacca
- Genere Zalembius
  - Zalembius rosaceus[2]